# Carl Linder (Bankier)
Carl Linder (* 11. Mai 1899 in Obernheim; † 1. Mai 1988 in Stuttgart) war ein deutscher Bankier.

## Leben
Linder war der älteste Sohn einer Bauernfamilie. Von seinen 16 Geschwistern starben bereits sieben in der Kindheit. Er besuchte das humanistische Gymnasium in Rottweil. Im Alter von 15 Jahren musste er beim Ausbruch des Ersten Weltkriegs die Schule allerdings wieder verlassen, um auf dem elterlichen Hof den zum Militär eingezogenen Vater zu ersetzen. 1917 wurde Linder selbst zum Militärdienst an der Front eingezogen. Nach der Rückkehr aus dem Krieg holte er das Abitur nach und absolvierte eine Lehre zum Bankkaufmann. Er studierte von 1919 bis 1923 Rechts- und Staatswissenschaften an der Eberhard Karls Universität Tübingen. Er war Mitglied der katholischen Studentenverbindungen AV Cheruskia Tübingen (ab 1919), AV Guestfalia Tübingen und AV Alania Stuttgart im CV.  1923 wurde er zum Doktor der Volkswirtschaft promoviert.
Ab 1928 baute Linder für eine Tübinger Privatbank deren Stuttgarter Niederlassung auf und leitete diese. Nach den Wirren der Weltwirtschaftskrise und des Schwarzen Freitags machte er sich Anfang der 1930er-Jahre selbstständig und gründete eine eigene Bank. 1933 wurde er schließlich zum Geschäftsführenden Vorstand der Schwäbischen Bank berufen.
Am 16. Juli 1964 wurde Linder mit 90 von 91 Stimmen vom Landtag von Baden-Württemberg als Nachfolger von Hans Hege zum stellvertretenden Richter in der Gruppe „ohne Befähigung zum Richteramt“ am Staatsgerichtshof für das Land Baden-Württemberg gewählt. In diesem Amt wurde er 1967 vom Landtag wiedergewählt. Er amtierte bis 1976. Zudem war Linder Richter am Finanzgericht Baden-Württemberg.
Linder war römisch-katholisch. Am 1. Mai 1988 verstarb er nach zweiwöchigem Krankenlager im Marienhospital Stuttgart. Er wurde auf dem Pragfriedhof in Stuttgart-Nord von Weihbischof Franz Josef Kuhnle zu Grabe getragen; die Trauerrede hielt Bernhard Hanssler.

## Sonstiges
Die von Linders Sohn gegründete Peter-Linder-Stiftung verleiht den Dr.-Carl-Linder-Preis für soziale Verdienste. Preisträger waren 2017 Carmen Würth und Rolf Seelmann-Eggebert. 2024 erhielt Königin Silvia von Schweden den Preis.

## Ehrungen und Auszeichnungen
- Verdienstmedaille des Landes Baden-Württemberg (1986)[5]

## Werke
- Taylorisierte Bank-Buchhaltung, Stuttgart 1928.